# Slamnikarstvo v domžalski okolici

## Začetki slamnikarstva
Začetki segajo v prvo polovico 19. stoletja, ko je država pospeševala trgovanje, obrtno in industrijsko proizvodnjo ter uvajanje novih obrtnih panog.
Kranjska je imela izmed slovenskih dežel največ različnih tekstilnih domačih dejavnosti, ki so pomagale pri preživljanju prebivalstva. Sem prištevamo sitarstvo, ki se je uveljavilo med Škofjo Loko in Kranjem, čipkarstvo s široko razprto mrežo, vendar le z večjim poudarkom na Idrijskem, platnarstvo, ki  se je v trgovskem svetu uveljavljalo pod oznako »škofjeloško platno« ter slednjič slamnikarstvo na območju Domžal.
Pod slamnikarstvo razumemo razumemo pripravo slame, pletenje kit in šivanje slamnikov. 

## Priprava slame
Za pletenje kit so nekdaj uporabljali domačo pšenično slamo. Žanjice so že na njivi iz stoječe pšenice odbrale slamo za pletenje in jo požele v roke ali v pest vsak šop posebej. Da je niso poškodovale, so jo narahlo povezale s poresli. Moški so jo v kozolcu zložili posebej. Čas med žetvijo in mlačvijo, ko se je žito sušilo, so ženske izkoristile za vlečenje slame. To so opravile tako, da so snop stisnile med noge in iz njega s klasom vred izvlekle lepo, za pletenje primerno slamo. Tako izbrane pšenice niso omlatili s cepci, da slame ne bi poškodovali, ampak so jo otolkli ali osmukali. 
Jeseni, ko se približa čas za pletenje, so pušlje slame prinesli k peči, kjer so suho slamo lažje otrebili ali okolenčili. Otrebljeno slamo so še prebrali, tanko skupaj, debelo skupaj in bolj hrapavo skupaj. Iz tanke so pletli bolj fine kite, ki so bile tudi bolje plačane. Iz najbolj debele slame so pletli »kosman«. Gladko slamo so navadno še belili ali žveplali. Hrapavo in slabšo slamo so barvali v rdečo igro, črno masko ali kakšno drugo postajo.

## Pletenje kit
Iz tako pripravljene slame so od zgodnje jeseni od jutra do pozne noči vse tja do spomladi pletli kite. Vsaka ženska je imela na mizi pred seboj pušelj navadne ali barvane navlažene slame, v naročju pa »komolec«, na katerega je kiti sproti navijala. Komolec je bila stara dolžinska mera, dolga 48 cm. Za eno kito je bilo treba splesti okrog 25 metrov kite ali 40 komolcev, za pisane kite 60 komolcev. Za eno kito je bilo treba slamo zasukati 25 000 krat. 
Največ kit so pletli iz sedmih slam, barvane iz osmih slam, pletli pa so še druge kite iz petih, devetih, šestnajstih, sedemnajstih in celo iz enaindvajsetih slam. Pletli so tudi posebne kite, nazobčane na eni ali na obeh straneh, ki so se imenovale sak ali cikcak kite. Nekdaj, ob koncu dvajsetega stoletja, so znali plesti do 80, nekateri celo do 120 različnih vzorcev. 	
Peter Melitzer je leta 1859 v naše kraje prinesel nove vzorce, ki so zelo zvišali vrednost izdelka. Domačine je naučil plesti črno-bele kite in jih odkupoval po še enkrat višji ceni kot navadne Domžale 
V Domžalah, Dobu, Trzinu so po naročilu ministra za trgovino že leta 1874 vpeljali tečaje za pletenje kit. Leta 1896 je Ministrstvo za uk organiziralo 4 – 6 tedenske tečaje za pletenje kit v Domžalah, Lukovici, Moravčah, Dolskem, Trzinu, Mengšu, Cerkljah, Tunjicah, Kamniku, Šmarci, Radomljah, na Prevojah in na Rovah. Tečaji so bili namenjeni tudi širši okolici teh krajev. Poučeval je Matija Oberwalder, tirolski Nemec in domžalski slamnikar.

## Domača slamnikarska obrt
V hribovskih predelih so pretežno pletli kite, v ravninskem delu slamnike šivali, v tovarnah pa so jih dokončno oblikovali in poslali na tržišče. Medtem ko so v prvi polovici 19. stoletja pletli kite in šivali slamnike le kajžarji, so v drugi polovici stoletje zaradi vse večjega povpraševanja začeli s tem tudi kmetje. Ker so bili končni izdelki zelo odvisni od polizdelkov, je bilo nujno najprej ločiti pletenje kit ter šivanje in oblikovanje slamnikov. Zahteve tovarnarjev po kakovostnih kitah so bile vedno večje. Pletenje se je s povpraševanjem hitro razširilo od Šentjakoba do Kranja, tja do vznožja Kamniških planin, do štajerske meje in Janč. Po oceni ljubljanske trgovske in obrtne zbornice se je leta 1875 v kamniškem okraju s pletenjem kit in šivanjem slamnikov ukvarjalo 12 000 ljudi, to je nekaj manj kot polovica prebivalstva. Od 800 000 slamnikov so jih več kot polovico izdelali v domačih slamnikarskih obrtnih delavnicah in le 367 000 v industriji. Že leta 1880 so proizvodnjo ocenili na milijon kosov. V tem času je bilo v šestih domžalskih slamnikarskih tovarnah zaposlenih okrog 400 delavcev in delavk. 
V Domžalah je bilo več samostojnih obrtnih delavnic. Slamnikarsko obrt so v Domžalah imeli: Jakob Flis, Alojz Škrabar in njegov sin Alojz, Jože Mazovec in sin Franc Mazovec, Valentin Pavlič, Karel Košir, Marija Košir.

## Slamnikarska podjetja in tovarne
Slamnikarska podjetja pa so imeli zasebniki: Janez Markužič, Franc Cerar, Andrej Jančigaj, Matija Ravnikar in oče Anton Maček ter sinova Andrej in Valentin. Le posameznikom se je kljub močni konkurenci dobro organiziranih tirolskih slamnikarjev in njihovega močnega kapitala posrečilo razviti v industrijska slamnikarska podjetja.
Prvi Tirolec je že okrog leta 1790 začel kupovati in preprodajati ihanske  slamnike. Po letu 1806 je slamnike kupoval Tirolec Andrej Grimm, ter jih prodajal po Tirolskem in Koroškem. Potem sta na to območje začela prihajati Peter in Lovrenc Mellitzer. Ter od leta 1834 dalje še Klemen Blasnig. Potem so prišli še Jožef Oberwalder, Pavel Mellitzer, Janez Kleinlerch, Johan Stemberger in Gregor Melltzer ter Peter Ladstater s sinovi.
Tirolci so v razmeroma kratkem času postavili  v Domžalah sodobne slamnikarske tovarne in odločilno posegli v javno življenje v Domžalah. V tovarnah so tujci poskušali čim več iztisniti iz naših ljudi tako da se je nezadovoljstvo nad tujci stopnjevalo. Vse slabše gospodarske razmere, splošna gospodarska kriza in nezadovoljstvo zaposlenih je pripeljalo do stavk.

## Zaton slamnikarstva
V začetku 1. svetovne vojne je bilo konec »zlate dobe domžalskega slamnikarstva«. Prodaja slamnikov se je skrčila, skrčiti se je morala tudi proizvodnja in nekatere tovarne so povsem ustavili. V zimski sezoni 1917-1918 so v Domžalah obratovale samo še štiri tovarne. Po razpadu Avstrije so se razmere v slamnikarski dejavnosti še naprej slabšale, zlasti za velika tirolska podjetja. Oblast jugoslovanske države je tuja podjetja nacionalizirala. 

## Slamnikarska zbirka
Zbirko za ogled so odprli 8. marca 1992. Zbirka prikazuje razvoj domžalskega slamnikarstva od srede 18. stoletja do propada po prvi svetovni vojni. Zbirka je v pritličju Jamarskega doma na Gorjuši pri Domžalah.